# استیو راسل (سیاستمدار)
استیو راسل (انگلیسی: Steve Russell؛ زادهٔ ۲۵ مهٔ ۱۹۶۳) سرباز و سیاست‌مدار بازنشسته اهل ایالات متحده آمریکا است.
وی همچنین برندهٔ جوایزی همچون نشان ستاره برنزی و لژیون افتخار شده است.